# Villa Costanza
 (juin 2015).
Si vous disposez d'ouvrages ou d'articles de référence ou si vous connaissez des sites web de qualité traitant du thème abordé ici, merci de compléter l'article en donnant les références utiles à sa vérifiabilité et en les liant à la section « Notes et références ».
La villa Costanza ou villa Saibante-Monga est un Palais-Villa veneta du XVIIe siècle de style palladien à San Pietro in Cariano près du lac de Garde et de Vérone en Vénétie en Italie. Ce domaine viticole est la propriété du couple d'acteurs américains Brad Pitt et Angelina Jolie depuis 2010.

## Historique
En 2010 à la suite du tournage du film américain The Tourist de Florian Henckel von Donnersmarck par Angelina Jolie et Brad Pitt, et après avoir acheté le château de Miraval dans le Var en Provence en 2008, le couple d'acteurs achète ce palais viticole de 1 700 m² pour ses vacances pour 30 millions € avec 15 chambres, 7 salles de bains, 1 salle de cinéma, 2 piscines, 1 salle de gym, plusieurs jacuzzis, une écurie et un vignoble ... 
Ils se rapprochent ainsi de la Villa L'Oleandra de Laglio au bord du Lac de Côme de leur ami George Clooney.